# Serviço Geológico do Canadá
O Serviço Geológico do Canadá ou Comissão Geológica do Canadá (em inglês: Geological Survey of Canada; em francês: Commission Géologique du Canada), também conhecido pela sigla SGC (GSC em inglês ou CGC em francês), faz parte do Setor de Ciência da Terra do Departamento de Recursos Naturais daquele país. O SGC é responsável pela execução de pesquisas geológicas no país, o desenvolvimento de recursos naturais do Canadá e da proteção do ambiente. O SGC é a mais antiga agência científica do país e uma das suas organizações governamentais mais importantes.

## História
Em setembro de 1841, a Legislação da Província do Canadá aprovou uma resolução que autorizou a soma de £1 500 libras ao governo para a criação de um serviço geológico da província. Em 1842, o Serviço Geológico do Canadá foi formado em cumprimento do pedido. William Edmond Logan estava em Montreal naquele tempo e fez público seu interesse em participar do órgão. Adquirindo recomendações de proeminentes cientistas britânicos, Logan foi nomeado o primeiro diretor do SGC em 14 de abril de 1842. Quatro meses depois, Logan chegou em Kingston, Ontário, para compilar o existente corpo de conhecimento da geologia do Canadá.
Na primavera de 1843, Logan estabeleceu a sede do SGC em Montreal no armazém de seu irmão e então em uma casa alugada na Rua de Grande São Jaime (em inglês: Great St. James Street; atualmente em francês: Saint Jacques Street). Um dos proeminentes cartógrafos e o relator topógrafo chefe foi Robert Barlow, que começou seu trabalho em 1855. Chemist T. Sterry Hunt juntou-se nos primeiros dias e o serviço geológico agregou a área paleontológica em 1856 com a chegada de Elkanah Billings. Após Aylesworth Perry ser nomeado como bibliotecário em 1881, ele preparou o catálogo dos trabalhos de referência sobre geologia, mineralogia, metalurgia, química e história natural. George Mercer Dawson tornar-se-ia membro da equipe em 1875, progredindo para diretor assistente em 1883 e finalmente diretor do serviço geológico em 1895.